# Щирецький Іван
Щирецький Іван, перемиський маляр другої половини 17 ст. Відомі його 4 іконостасні образи (1679) для церкви с. Сухої на Закарпатті. У церкві зберігся напис на іконостасі: «…Иваном маляром з Перемишля щирецьким».